# Љубав и секс током пандемије ковида 19
Љубав и секс у време пандемије ковида-19 који се обавља у условима масовног преношења вируса и социјалног дистанцирања,  намеће дилему када је сигурно излазити са вољеном особом и/или имати секс?. На ову дилему није једноставно дати одговор јер ће ризик бити различит у зависности од различитих фактора.
У условима масовног преношења вируса за самце су потпуно изгубљене прилике да упознају партнера. За парове који су живели одвојено, то је значило да више месеци нису могли да виде свог партнера. Међутим, насупрот томе, за парове који живе у брачној и ванбрачној заједници, затварање је значило да су били приморани да проводе 24 часа дневно једно са другим, а можда и са својом децом или укућанима, месецима.
Након периода попуштања блокаде, широм света, јавља се могућност нових таласа, а социјалне блокаде су поново успостављане у многим регионима.
Потенцијална дуготрајна затварања наметнула су прилагођавање овој новој нормалности, у којој сексолози и психолози разматрају ефекте затварања на интимност и како она може сматрати шансом, али и препреком за вођење љубави у време короне.

## Фактори који утичу на љубав и секс у време ковида19
Иако нема податке да су раније откривене врсте коронавируса пронађене у сперми или вагиналној секрецији, поуздано се зна да су различити типови раније откривених узрочника коронавирусних болести присутни у телесним течностима и секретима, тако да је ризик од излагања респираторним секретима један од најзначајнијих у ковиду 19.
Међу кључним факторима који утичу на ову проблематику наводе се:  
- покушај да се у време пандемије ступи у љубавни везу, са до тада непознатом особом,
- Постојање сталног партнера (или више сталних партнера)
- Живот у сталној заједници са својим партнером.
- Да ли партнери избегавате контакте ван домаћинства
- Партнери из категорији особа са високим ризиком
- Да ли партнер (партнери) имају симптоме и/ или су позитивно тестирани на Ковид-19.[4]

## Мере превенције
Социјално дистанцирање

Ако нека особа, или неко са ким та особа живи или неко са ким је у љубавној вези има симптоме који указују на ковид 19, укључујући кашаљ, температуру или недостатак даха, треба узети паузу у вези — нема дружења, нема секса. Уместо тога, требало би се обратити лекару и питати га да ли је тестирањем треба утврдите да ли је заражена. 
Секс са партнером са којим се живи
На основу недавно обављеног истраживања утврђено је да шест од десет Британаца није имало интимне односе са партнером са којим живи током епидемије.
Избегавање нових веза
Треба избегавати нове везе и ступање у групни секс, као и ступање физичке контакте и партнерске односе остварене преко интернета. Уместо тога треба се задржати на видео-сусретима, порукама и четовању, током пандемије коронавируса.

## Преношење вируса у току секса
Питање да ли се ковид 19 сексуално преносива болест је у великој мери ирелевантно, јер она то није, али она представља велики ризик за заражавање ако се ступа у секс са неким ко је заражен Ковидом-19. Коронавирус се са особе на особу преноси капљичном путем, излучевинама из уста (пљувачка и слуз) и носа, које у себи садрже велике количине вируса. Чак и ако не љубите особу са којом имате секс, вероватно ћете у блиском контакту са њом током интензивнијег дисања кашљуцања у блиском контакту са капљицама из издахнутог ваздуха примити вирус од инфицираног партнера. Такође у току секса партнери ће додиривати исте површине и предмете које је додиривао инфицирани партнер запрљаним прстима, а то је такође најчешћи начин преношења вируса.
Дакле, није много битно да ли се коронавирус може пренети сексом, битно је да се он преноси капљичним путем, однсно и у свим случајевима када су партнери у блиском контакту мање од 1 метра и јер тада могу бити изложени Ковид-19 и на други начин, а не само сексом.

## Онлајн прељуба
Социјално дистанцирање може да утиче на пораст онлајн прељуба, које са друге стране могу довести незаинтересована за свог партнера. Узбуђење због упознавања неког, макар и онлајн повећава ниво допамина, мотивацијске хемикалије у мозгу. Затим ишчекивање новог, забрањеног сусрета, осећај узбуђености само расте. Али не треба се заваравати, иако нема физичког контакта, ипак је у овом случају реч о прељуби, јер се и даље гради снажан однос са неким ко није у вашој примарној вези. Особа која вара биће незаинтересована за свог партнера, биће јој непријатно. Знаци који је одају су ношење мобилног телефона увек ма где крене, чак и у тоалет, нагло прекидање разговора када неко уђе у просторију и слично.
Иако истраживања показују да људи умањују значење тих онлајн прељуба, називајући их „безезлена забава”, и да нису упознали дотичну особу, нити да планирају да наставе ту везу, ипак и поред тога они показују неискреност и крше нечије поверење. Тиме ће њихови партнери бити подједнако повређени уколико сазнају за такву аферу.

Психотерапеуткиња Лејла Колинс сматра...
| „ | ...да пандемија и карантин не би требало да нас подстичу да тражимо сексуална узбуђења ван везе, већ да се усредсредимо на партнера кога већ имамо | ” |

## Које врсте секса су безбедне?
Све што потпада под кровни термин „сајберсекс“ може бити здрава опција током ковида19, посебно за оне који не живе заједно. То значи сексуалне интеракције које су виртуелне и не укључују физички контакт од особе до особе. Примери укључују:
- Секстинг, слање сексуалних, еротских или порнографских порука, путем мобилних телефона. У почетку се секстинг односи само на слање СМС- а сексуалне природе, а касније је почело да се односи и на слање порнографског материјала (фотографија и видео записа) путем мобилних телефона и компјутера.[9]
- Веб камера/видео секс
- Теледилдоник (примена сексуалних играчака које пружају стимулацију партнеру путем интернета или апликације)
- Секс у алтернативној и виртуелној стварности
- Порнографија и еротика